# Jennifer Winter
Jennifer Winter (* 30. Juni 1988 in Bremen) ist eine ehemalige deutsche Handballspielerin, die zuletzt beim Bundesligisten VfL Oldenburg unter Vertrag stand. Mittlerweile ist sie als Handballtrainerin tätig.

## Karriere
Jennifer Winter spielte anfangs Handball in ihrer Geburtsstadt bei Werder Bremen und TuS Komet Arsten. Im Jahr 2010 wechselte die Außenspielerin zum VfL Oldenburg. Anfangs lief Winter für die zweite Mannschaft in der 3. Liga auf. Ab der Saison 2011/12 gehörte die Linkshänderin dem Kader der Bundesligamannschaft an. Mit der ersten Mannschaft gewann sie den DHB-Pokal 2011/12. In der Saison 2013/14 lief Winter für den polnischen Erstligisten AZS Politechnika Koszalińska auf, mit dem sie am EHF-Pokal teilnahm. Anschließend wechselte sie zum Bundesligisten Vulkan-Ladies Koblenz/Weibern. Im Sommer 2015 schloss sie sich dem Bundesligisten SG Handball Rosengarten an. 2016 stieg Winter mit Rosengarten in die 2. Bundesliga ab. Im Sommer 2017 kehrte sie zum VfL Oldenburg zurück. 2018 gewann sie ein weiteres Mal den DHB-Pokal. Nach der Saison 2017/18 beendete sie ihre Karriere.
Winter war beim VfL Oldenburg als Jugendtrainerin tätig.